# Moldauischer Fußball-Supercup
Der Moldauische Fußball-Supercup ist ein moldauischer Fußballwettbewerb, in dem zu Beginn einer Saison der moldauische Meister und der moldauische Pokalsieger der abgelaufenen Saison in einem einzigen Spiel aufeinandertreffen. Sollte eine Mannschaft das Double gewonnen haben, wird der Supercup nicht ausgetragen.

## Die Endspiele im Überblick
| Jahr      | Austragungsort            | Meister           | Ergebnis         | Pokalsieger               |                  |
| --------- | ------------------------- | ----------------- | ---------------- | ------------------------- | ---------------- |
| 2003      | Sheriff-Stadion, Tiraspol | Sheriff Tiraspol  | 2:0              | Zimbru Chișinău           |                  |
| 2004      | Sheriff-Stadion, Tiraspol | Sheriff Tiraspol  | 1:0              | Zimbru Chișinău           |                  |
| 2005      | Sheriff-Stadion, Tiraspol | Sheriff Tiraspol  | 4:0              | FC Nistru Otaci           |                  |
| 2006      | Keine Austragung          | Keine Austragung  | Keine Austragung | Keine Austragung          | Keine Austragung |
| 2007      | Sheriff-Stadion, Tiraspol | Sheriff Tiraspol  | 1:0              | Zimbru Chișinău           |                  |
| 2008–2010 | Keine Austragung          | Keine Austragung  | Keine Austragung | Keine Austragung          | Keine Austragung |
| 2011      | Sheriff-Stadion, Tiraspol | FC Dacia Chișinău | 1:0              | FC Iskra-Stali Rîbnița    |                  |
| 2012      | Sheriff-Stadion, Tiraspol | Sheriff Tiraspol  | 0:0, 5:6 i. E.   | FC Milsami                |                  |
| 2013      | Sheriff-Stadion, Tiraspol | Sheriff Tiraspol  | 2:0              | FC Tiraspol               |                  |
| 2014      | Sheriff-Stadion, Tiraspol | Sheriff Tiraspol  | 1:1, 3:4 i. E.   | Zimbru Chișinău           |                  |
| 2015      | Sheriff-Stadion, Tiraspol | FC Milsami        | 1:3              | Sheriff Tiraspol          |                  |
| 2016      | Sheriff-Stadion, Tiraspol | Sheriff Tiraspol  | 3:1              | FC Zaria Bălți            |                  |
| 2017–2018 | Keine Austragung          | Keine Austragung  | Keine Austragung | Keine Austragung          | Keine Austragung |
| 2019      | Sheriff-Stadion, Tiraspol | Sheriff Tiraspol  | 0:0, 4:5 i. E.   | FC Milsami                |                  |
| 2020      | Keine Austragung          | Keine Austragung  | Keine Austragung | Keine Austragung          | Keine Austragung |
| 2021      | Stadionul Olimpia, Bălți  | Sheriff Tiraspol  | 2:2, 2:4 i. E.   | Sfântul Gheorghe Suruceni |                  |
| 2022–2025 | Keine Austragung          | Keine Austragung  | Keine Austragung | Keine Austragung          | Keine Austragung |

## Rangliste der Sieger
| Rang | Verein                    | Siege | Jahr(e)                                  |
| ---- | ------------------------- | ----- | ---------------------------------------- |
| 1    | Sheriff Tiraspol          | 7     | 2003, 2004, 2005, 2007, 2013, 2015, 2016 |
| 2    | FC Milsami                | 2     | 2012, 2019                               |
| 3    | Zimbru Chișinău           | 1     | 2014                                     |
| 3    | FC Dacia Chișinău         | 1     | 2011                                     |
| 3    | Sfântul Gheorghe Suruceni | 1     | 2021                                     |